# Гиннесс, Артур (политик)
Артур Гиннесс (11 января 1846 — 10 июня 1913) — новозеландский политик и государственный деятель.

## Биография
Артур Гиннесс родился в Калькутте, Индия, в семье Фрэнка Гиннесса, который прибыл в Литтелтон на корабле «Тори» в августе 1852 года. Он получил образование в Колледже Христа в Крайстчерче.
Артур был членом либеральной партии. На выборах в 8-й парламент Новой Зеландии в 1876 году Артур Гиннесс занял последнее место. Во время выборов в 9-й парламент Новой Зеландии Артур победил действующего депутата Джозефа Петри. До 1890 года оставался членом Палаты представителей Новой Зеландии. Был членом 9—18-го парламентов Новой Зеландии, с 1884 по 1913 год. Скончался 10 июня 1913 года.

## Семья
Артур Гиннесс был правнуком дублинского пивовара Артура Гиннесса (1725—1803).